# Marietta Millner
Marietta Millner (8 de diciembre de 1894 – 26 de junio de 1929) fue una actriz de cine austríaca de la  época del cine mudo.

## Vida personal
Millner se casó con un empresario de Klagenfurt.
Millner murió de tuberculosis el 26 de junio de 1929, en Baden bei Wien. Su muerte se atribuyó a una "dieta extrema".

## Filmografía
- Das Spielzeug von Paris (1925)
- Sons in Law (1926)
- The City Gone Wild (1927)
- The Hunt for the Bride (1927)
- We're All Gamblers (1927)

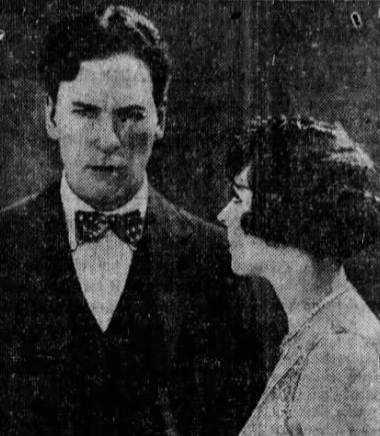
Millner (derecha) junto con Thomas Meighan en The City Gone Wild (1927)

- The Island of Forbidden Kisses (1927)
- Drums of the Desert (1927)
- Nameless Woman (1927)
- Intoxicated Love (1927)
- Modern Pirates (1928)
- The Magnificent Flirt (1928)
- The Model from Montparnasse (1929)
- The Tsarevich (1929)